# 观察

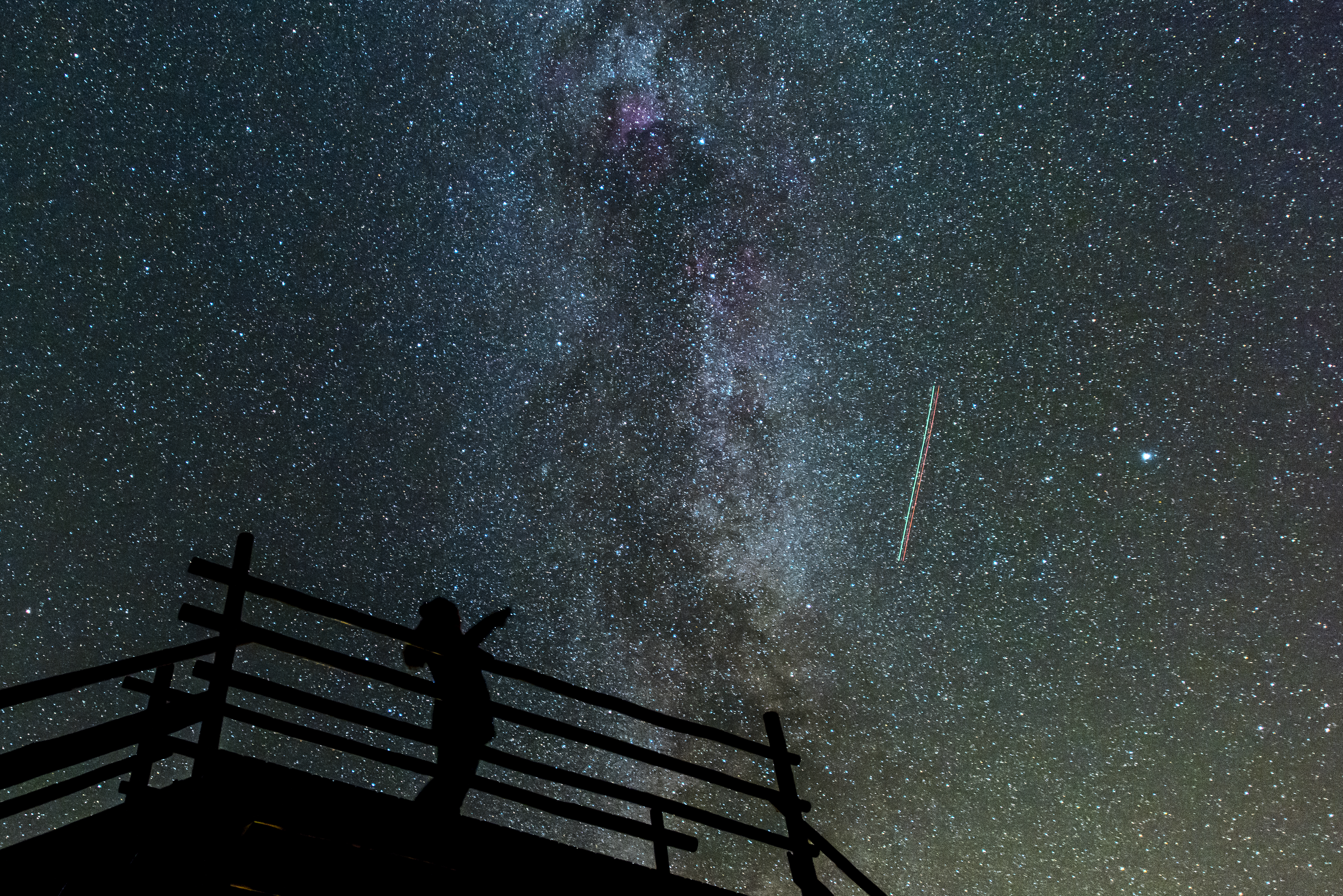
观察者是收集观察现象的信息、但不对其进行干预的人。在爱沙尼亚Rõuge观察空中交通。

观察或观测（英語：Observation）是从一次来源主动获取信息的活动。生物使用感官（例如人類的五官）来观察。在科学中，观察也可以是使用仪器来记录数据。该术语还可以指在科学活动期间收集的任何数据。观察可以是定性的，即只关心属性的存在或不存在；也可以是定量的，通过計數或测量将数值附加给观察到的現象上。

## 科學
科学方法需要透過观察自然現象以提出並檢驗假設，藉此推動科學知識。
制定和检验假设。 该方法涉及一系列迭代步骤，旨在生成和完善科学知识：  
1. 询问有关現象的问题
2. 观察现象
3. 提出假说並尝试回答问题
4. 尚未被调查的假设的逻辑、可观察的預測該假設在尚未被驗證的情況下，可能產生的合乎邏輯且可觀察的結果
5. 透过实验、观察性研究、實地調研或模擬检验假设的预测
6. 根據所蒐集的資料得出结论，並修正原有假設或提出新假設，然後重複這一過程。
7. 写出观察的描述方法以及得出的结果或结论
8. 將研究結果提交給在相同領域具經驗的研究人員進行同儕審查

每一步都依賴於可靠且可重複的觀察，這些觀察構成了科學推理與驗證結果的基礎。
觀察在科學方法的第二步與第五步中都扮演重要角色。然而，「可重複性原則」要求不同觀察者所做的觀察必須具有可比性與一致性。由於人類的感官印象具有主觀性，所產生的是質性資料，這種資料難以標準化、記錄或在觀察者之間進行比較。為了解決這一限制，人類發展出測量學，以產生客觀、量化的觀察結果。
測量涉及比較觀察到的現象與標準單位，這個標準單位可以是人造物、操作程序，或共同約定的基準。這個標準必須可重現，並且所有觀察者都能夠取得。測量的結果是一個數值，代表觀察對應多少個標準單位。
透過將觀察轉化為數值，測量讓紀錄更一致，並有助於觀察結果之間的比較。如果兩次觀察所產生的測量值相同，則可視為在該測量精度範圍內是等效的。
然而，人類感官在範圍與精確度上都有限，還容易受到視錯覺等感知誤差的影響，這些限制會影響純感官觀察在科學研究中的可靠性與精準度。
為了克服這些限制，人們發明了各種科學儀器，以延伸與增強人類的觀察能力。像是計重秤、時鐘、望遠鏡、顯微鏡、溫度計、相機與錄音機等儀器，可以協助更準確、一致地測量在人類感知範圍內的現象。
此外，某些儀器則能夠檢測與記錄人類感官無法察覺的現象，例如指示剂、电压表、光谱仪、紅外線熱影像、示波器、干涉仪、盖革计数器與无线电接收机。這些工具使科學家能夠觀察到自然感知界限之外發生的事件與過程。
在多數科學領域中，觀察本身有時也會影響所觀察的對象，甚至可能改變觀察結果。這種現象被稱為观测者效应。舉例而言，測量汽車輪胎內部氣壓通常需要放出少量空氣，這反而會改變原本的氣壓。
然而，在許多科學領域中，透過先進且精密的儀器，觀察所造成的影響可以降到幾乎可忽略的程度。這些工具有助於確保測量過程對被研究系統的干擾最小。
從物理過程的角度來看，所有形式的觀察——不論是人為的或儀器進行的——都涉及某種形式的放大作用。因此，觀察是一種熱力學上不可逆的過程，會導致熵增加。